# Neonomicon
Neonomicon è una miniserie a fumetti di quattro numeri scritta da Alan Moore e illustrata da Jacen Burrows, pubblicata dalla casa editrice americana Avatar Press nel 2010. La storia è il seguito di un precedente racconto di Moore, Il Cortile, e prosegue nell'esplorazione del Mito di Cthulhu di H. P. Lovecraft. Moore ha poi concluso la sequenza con il suo fumetto Providence.

## Riconoscimenti
Nel marzo 2012 è diventato il primo vincitore della nuova categoria Graphic Novel ai Bram Stoker Awards.

## Trama
Gli agenti dell'FBI Lamper e Brears visitano Aldo Sax in un ospedale psichiatrico, dove è stato detenuto dopo aver commesso due omicidi. Stanno indagando su un imitatore e vogliono interrogare Sax sui suoi moventi. Sax parla un linguaggio apparentemente incomprensibile. Dopo aver studiato le precedenti indagini di Sax, Lamper e Brears decidono di rintracciare il pusher Johnny Carcosa a Red Hook, Brooklyn. Carcosa scappa attraverso un murale nel cortile del suo edificio. Gli agenti seguono i disturbanti oggetti sessuali di Carcosa fino a un negozio specializzato a Salem, nel Massachusetts.
Travestendosi da marito e moglie, Lamper e Brears partecipano a un'orgia organizzata dai proprietari del negozio, membri dell'Ordine Esoterico di Dagon, che si abbandonano regolarmente a rituali sessuali per attirare l'attenzione sessuale di una razza di uomini-pesce. Lamper e Brears vengono smascherati come agenti e Lamper viene ucciso dai cultisti. Brears viene rinchiusa in una stanza con un uomo-pesce, che la violenta continuamente per diversi giorni. Durante questo calvario Brears ha una visione di Carcosa, che si rivela essere un avatar di Nyarlathotep, uno dei Grandi Antichi.
La creatura assaggia una goccia dell'urina di Brears e determina che lei è incinta. La aiuta a scappare attraverso dei tunnel sottomarini nell'oceano. Brears ritorna in città e contatta l'FBI, istruendoli a fare una retata nel negozio specializzato. Scoprono che i cultisti sono stati uccisi dall'uomo-pesce, che viene a sua volta abbattuto dagli agenti. Tre mesi dopo, Brears visita Sax e riesce a comprendere il suo vaniloquio come Aklo, la lingua degli uomini-pesce, basata sul R'lyehiano, la lingua degli Yuggoth delle storie di Lovecraft. Lei gli racconta che è incinta del figlio dell'uomo-pesce. Realizza che gli eventi nelle finzioni di Lovecraft sono in realtà premonizioni di un futuro apocalisse che sarà annunciato dalla nascita del suo bambino, Cthulhu.

## Personaggi
- Merril Brears: Agente speciale dell’FBI e personaggio principale di “Neonomicon”. Ha una storia di dipendenza sessuale e viene coinvolta profondamente nel caso.
- Aldo Sax: Ex poliziotto e personaggio principale della storia “Il Cortile”, la quale funge da preludio a “Neonomicon”. È specializzato in pattern recognition, che lo porta a scoprire connessioni tra vari crimini.
- Gordon Lamper: Agente speciale dell’FBI e partner di Merril Brears, che segue il caso degli omicidi legati a libri e culti di stampo lovecraftiano.
- Johnny Carcosa: Un personaggio misterioso che sembra avere una connessione soprannaturale e può influenzare le persone parlando.
- Commissario Fulton: Capo della polizia locale che lavora con gli agenti Brears e Lamper.
- Carl Perlman: Agente dell’FBI che viene ucciso all’inizio della narrazione quando Sax lo attacca.
- Barstow: Agente dell’FBI sotto copertura.
- Cthulhu: La storica entità lovecraftiana fa un’apparizione nel fumetto nei sogni di alcuni personaggi e nel simbolismo diffuso nell’opera.